# Haplinis insignis
Haplinis insignis är en spindelart som först beskrevs av A. David Blest 1979.  Haplinis insignis ingår i släktet Haplinis och familjen täckvävarspindlar. Inga underarter finns listade i Catalogue of Life.